# Villalba de Guardo
Villalba de Guardo település Spanyolországban, Palencia tartományban. Villalba de Guardo Guardo, Mantinos, Santibáñez de la Peña, Respenda de la Peña, Fresno del Río és Cea községekkel határos. Lakosainak száma 201 fő (2024).

## Népesség
A település népessége az elmúlt években az alábbi módon változott:
| Lakosok száma | 246  | 228  | 212  | 209  | 199  | 199  | 198  | 187  | 200  | 201  |
|               | 2001 | 2004 | 2007 | 2009 | 2012 | 2014 | 2017 | 2019 | 2022 | 2024 |